# سيمون تيان
سيمون تيان هو شخصية أعمال كندي، ولد في 24 فبراير 1994 في مونتريال في كندا.